# Чемпионат мира по лёгкой атлетике в помещении 2018 — бег на 800 метров (женщины)
Соревнования по бегу на 800 метров у женщин на чемпионате мира по лёгкой атлетике в помещении 2018 года прошли 3 и 4 марта в британском Бирмингеме на арене «National Indoor Arena».
Действующей зимней чемпионкой мира в беге на 800 метров являлась Франсина Нийонсаба из Бурунди.

## Медалисты
| Золото                     | Серебро         | Бронза                             |
| Франсина Нийонсаба Бурунди | Эджи Уилсон США | Шелайна Оскан-Кларк Великобритания |

## Рекорды
До начала соревнований действующими были следующие рекорды в помещении.
| Мировой рекорд                 | Иоланда Чеплак (Словения)  | 1.55,82 | Вена, Австрия          | 3 марта 2002    |
| Рекорд чемпионатов мира        | Людмила Форманова (Чехия)  | 1.56,90 | Маэбаси, Япония        | 7 марта 1999    |
| Лучший результат сезона в мире | Лора Мьюр (Великобритания) | 1.59,69 | Глазго, Великобритания | 28 января 2018  |
| Лучший результат сезона в мире | Хабитам Алему (Эфиопия)    | 1.59,69 | Льевен, Франция        | 13 февраля 2018 |

## Расписание

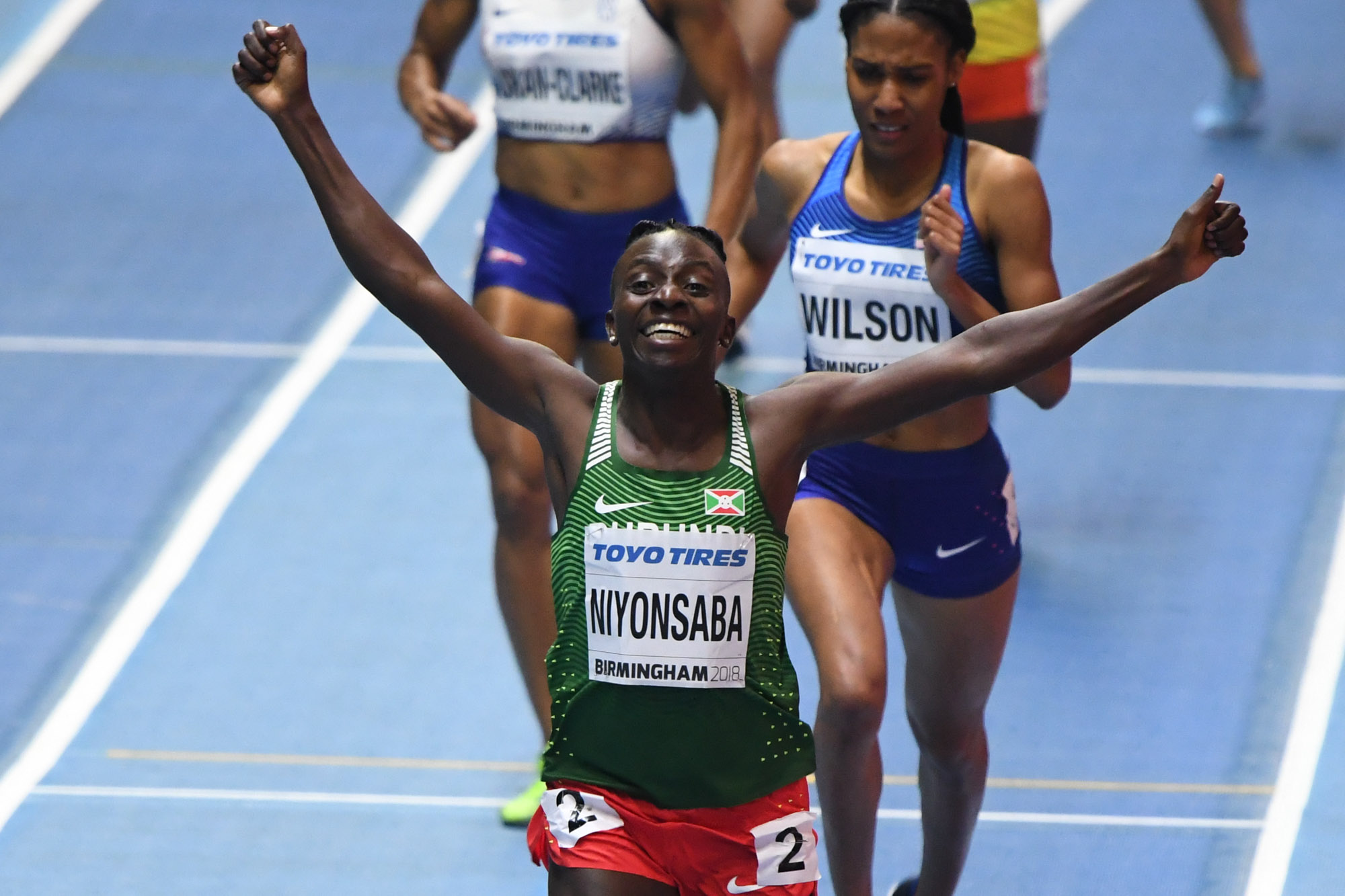
Франсина Нийонсаба защитила звание чемпионки мира в помещении

| Дата         | Время | Раунд соревнований     |
| ------------ | ----- | ---------------------- |
| 3 марта 2018 | 11:50 | Предварительные забеги |
| 4 марта 2018 | 15:58 | Финал                  |

Время местное (UTC±00:00)

## Результаты
Обозначения: Q — Автоматическая квалификация | q — Квалификация по показанному результату | WR — Мировой рекорд | AR — Рекорд континента | CR — Рекорд чемпионатов мира | NR — Национальный рекорд | WL — Лучший результат сезона в мире | PB — Личный рекорд | SB — Лучший результат в сезоне | DNS — Не стартовала | DNF — Не финишировала | DQ — Дисквалифицирована

### Предварительные забеги
Квалификация: первая спортсменка в каждом забеге (Q) плюс 3 лучших по времени (q) проходили в финал.

На старт в 3 забегах вышли 15 легкоатлеток. Один из фаворитов соревнований, Маргарет Вамбуи из Кении, была дисквалифицирована за заступ за пределы беговой дорожки.
| Место | Атлет               | Гражданство    | Забег | Результат | Примечания |
| ----- | ------------------- | -------------- | ----- | --------- | ---------- |
| 1     | Франсина Нийонсаба  | Бурунди        | 3     | 2:00.99   | Q, SB      |
| 2     | Шелайна Оскан-Кларк | Великобритания | 2     | 2:01.76   | Q          |
| 3     | Селина Бюхель       | Швейцария      | 2     | 2:01.84   | q          |
| 4     | Эджи Уилсон         | США            | 1     | 2:01.90   | Q          |
| 5     | Рейвин Роджерс      | США            | 2     | 2:02.17   | q          |
| 6     | Хабитам Алему       | Эфиопия        | 1     | 2:02.18   | q          |
| 7     | Ангелика Цихоцкая   | Польша         | 1     | 2:02.25   |            |
| 8     | Натойя Гуль         | Ямайка         | 3     | 2:02.49   |            |
| 9     | Майри Хендри        | Великобритания | 3     | 2:02.65   |            |
| 10    | Лига Велвере        | Латвия         | 1     | 2:02.98   |            |
| 11    | Ольга Ляховая       | Украина        | 3     | 2:03.81   |            |
| 12    | Дженна Уэстауэй     | Канада         | 2     | 2:03.91   |            |
| 13    | Эстер Герреро       | Испания        | 1     | 2:04.06   |            |
| 14    | Винни Чебет         | Кения          | 2     | 2:18.31   | SB         |
| 15 !  | Маргарет Вамбуи     | Кения          | 3     | DQ        |            |

### Финал

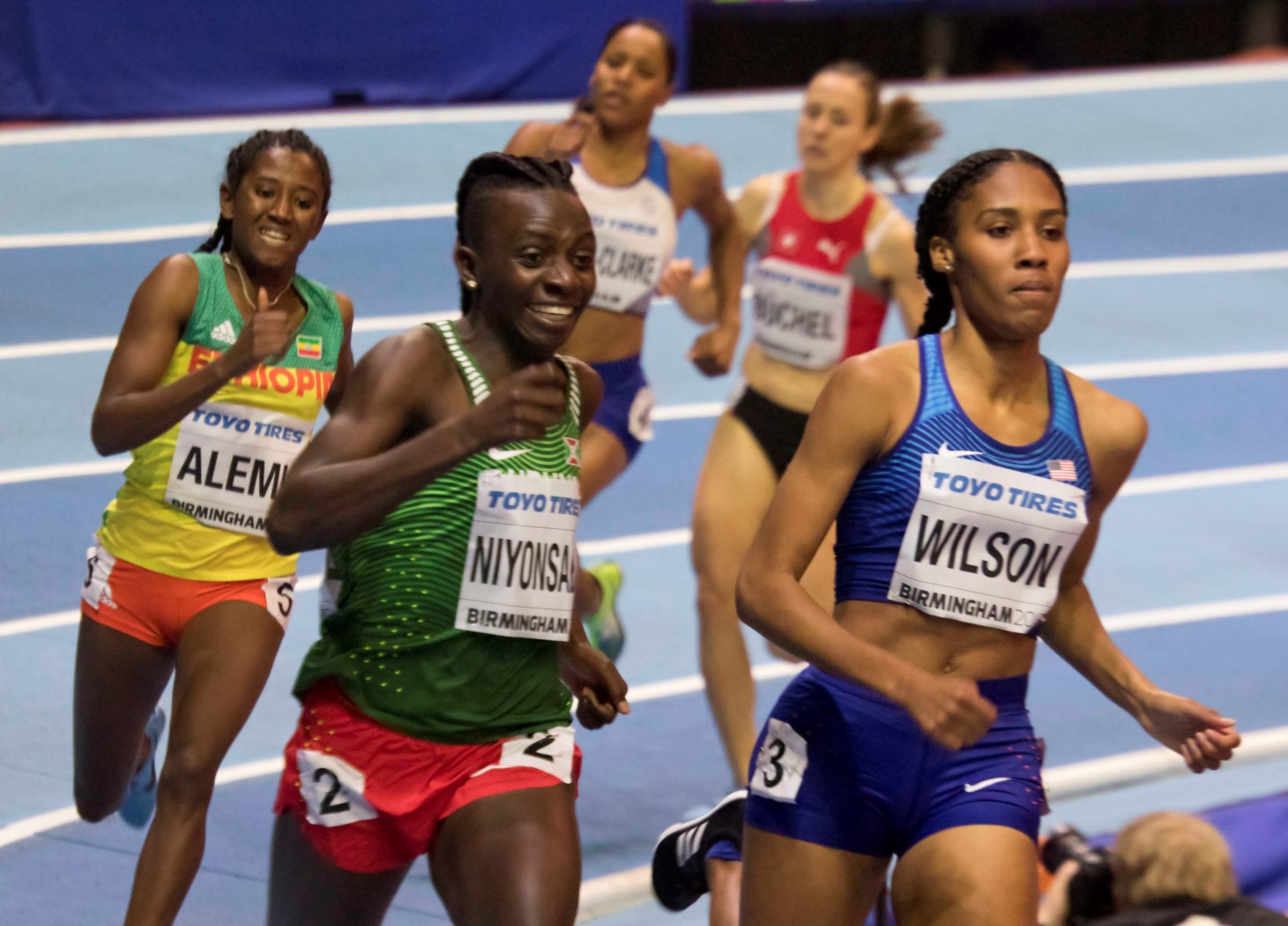
Финал

Финал в беге на 800 метров у женщин состоялся 4 марта 2018 года. Со старта лидерство взяла на себя американка Эджи Уилсон. По дистанции она смогла отстоять первую позицию после нескольких рывков Франсины Нийонсабы из Бурунди, но за 150 метров до финиша всё-таки пропустила свою соперницу вперёд. Обогнать африканку у Уилсон не получилось, и девушки, таким образом, заняли те же места, что и на предыдущем чемпионате мира. Нийонсаба во второй раз подряд выиграла чемпионат мира в помещении, Уилсон вновь стала серебряным призёром. Бронзовую медаль получила британка Шелайна Оскан-Кларк, которая на последнем круге смогла подняться с пятого на третье место. Все призёры установили высокие личные рекорды, а Нийонсаба побила национальный рекорд (1.58,31).
| Место | Атлет               | Гражданство    | Результат | Примечания |
| ----- | ------------------- | -------------- | --------- | ---------- |
| 1     | Франсина Нийонсаба  | Бурунди        | 1:58.31   | NR, WL     |
| 2     | Эджи Уилсон         | США            | 1:58.99   | PB         |
| 3     | Шелайна Оскан-Кларк | Великобритания | 1:59.81   | PB         |
| 4     | Хабитам Алему       | Эфиопия        | 2:01.10   |            |
| 5     | Рейвин Роджерс      | США            | 2:01.44   |            |
| 6     | Селина Бюхель       | Швейцария      | 2:03.01   |            |